# Consensus government
Il consensus government è una forma di governo nata negli anni settanta e basata sul consenso democratico senza però l'intermediazione dei partiti.
È utilizzato principalmente nelle aree a maggioranza inuit in Canada (Territori del Nord-Ovest, Nunavut). Una forma leggermente diversa è usata a Guernsey.

## Funzionamento
I membri della legislatura sono eletti come indipendenti in collegi elettorali uninominali. Il Consiglio legislativo così composto elegge prima un proprio Presidente (Speaker), poi il premier e infine il Governo fra i propri componenti. In ogni elezione, il candidato deve ottenere la maggioranza dei voti espressi.
Non esistendo partiti, né conseguentemente gruppi parlamentari, non esiste una opposizione vera e propria al Governo, il quale deve comunque ottenere la fiducia del Consiglio. La differenza sta nel fatto che i lavori e le decisioni del Consiglio legislativo vengono prese di comune accordo fra tutti i membri.